# 2806 Graz
2806 Graz (1953 GG) là một tiểu hành tinh vành đai chính được phát hiện ngày 7 tháng 4 năm 1953 bởi Reinmuth, K. ở Heidelberg.